# Tetragnatha cuneiventris
Tetragnatha cuneiventris là một loài nhện trong họ Tetragnathidae.
Loài này thuộc chi Tetragnatha. Tetragnatha cuneiventris được Eugène Simon miêu tả năm 1900.